# フェリックス・ノイロイター
フェリックス・ノイロイター（Felix Neureuther, 1984年3月26日 - ）は、ドイツ出身のアルペンスキー選手。

## 来歴
バイエルン州ミュンヘン＝パージングに生まれ、同州ガルミッシュ＝パルテンキルヒェンに育つ。
ドイツのアルペンスキー・ナショナルチームのメンバーとして、6回の世界選手権、2回のオリンピックに出場した。
2005年の世界選手権では、ドイツチームのメンバーとして、団体金メダルを獲得している。2013年の同大会では、回転で銀、団体で銅メダルを獲得した。
ワールドカップでは、2009/2010年シーズンの第6戦（オーストリア・キッツビュール）の回転で初勝利。大回転では、2013/2014年シーズンの第5戦（スイス・アーデルボーデン）で初優勝。ワールドカップの男子同種目で、ドイツの選手が優勝したのは、1973年のマックス・リーガー以来、実に41年ぶりのことであった。2017/2018年シーズンは大回転第1戦（オーストリア・ゼルデン）が中止になったため、事実上の開幕戦となった回転第1戦（フィンランド・レヴィ）で勝利したが、米国・ビーバークリークでの大回転に向けての練習中に左膝十字靱帯を断裂し残りシーズン絶望となった。
2016/2017年シーズン終了時点でノイロイターはワールドカップで通算12勝、表彰台に46回上がっている。

## 人物
ノイロイターの両親は、ともに1970年代に西ドイツのアルペンスキー・ナショナルチームのメンバーとして活躍した。
父親のクリスチアン・ノイロイターは、ワールドカップの回転で通算6勝をマークし、母親のロジー・ミッターマイヤーは、1976年のインスブルックオリンピックの滑降と回転で2冠を達成し、さらに同年の世界選手権制覇、ワールドカップ総合優勝も成し遂げている。